# Altagracia Mercado
Altagracia Mercado (ca. finales del siglo XVIII-¿?), también conocida como la heroína de Huichapan, fue una militar mexicana que participó activamente en la lucha por la Independencia de México.

## Biografía
Nació a finales del XVIII en Huichapan, Hidalgo. Se sabe que financió la formación de un batallón que ella misma dirigió y con el cual se integró al bando insurgente durante la lucha por la Independencia de México. Logró vencer al ejército realista en varias ocasiones, hasta que su regimiento fue derrotado durante un combate el 24 de octubre de 1819. Buena parte de los miembros de su tropa fueron aniquilados y otros se dispersaron, pero a pesar de quedarse sola se enfrentó con fiereza a las fuerzas enemigas. Su valentía le ganó el respeto del comandante español, quien en lugar de fusilarla le perdonó la vida y afirmó: «Mujeres como ella no deben morir». Fue detenida y llevada a la Ciudad de México donde fue condenada a 4 años de trabajos en prisión.
Su trayectoria bélica y de estratega fue motivo para que la Suprema Corte de Justicia de la Nación otorgará el sufragio femenino a las mexicanas, ya que los magistrados de ese momento, reconocieron el labor de Altagracia Mercado como muestra de la capacidad de las mujeres para pelear por México.